# 姚禄龄
姚禄龄（？—？），山东蓬莱人，清朝政治人物。
姚禄龄為道光十六年（1836年）丙申恩科進士。咸豐五年（1855年）四月接替陆保擔任金山县知县一职，咸豐七年（1857年）閏五月去職。